# Joan Magriñá
Juan Magriñá Sanromá (Villanueva y Geltrú, Barcelona, 23 de diciembre de 1903 - 11 de septiembre de 1995) fue un bailarín, director y coreógrafo español.

## Biografía
Comenzó a estudiar con Alexander Goudinov en Barcelona. Durante 10 años recibe clases temporales con Wassiliev, un maestro procedente de San Petersburgo.
Más adelante le intruyen Vania Psota, André Eglevski y Lubov Tchernicheva. En esta época afianza su cultura del baile español con el maestro Coronas, que le enseña la Escuela Bolera. También aprende el garrotín con el maestro Bautista. Años después recibirá bailes y enseñanzas de El Estampío y de los Pericet.
En 1918 se trasladó a Barcelona, dio su primer recital en 1923 acompañado de Josefina Cicera y en 1926 ingresó en el cuerpo de baile del Gran Teatro del Liceo de Barcelona, sustituyendo a un bailarín enfermo en La noche de mayo. Pronto actuó también de maestro de baile y coreógrafo. En 1932 debutó en el Teatro Urquinaona como solista y más tarde fue primer bailarín masculino del Liceo, hasta que se retiró en 1957. Durante gran parte de su carrera en el Liceo fue pareja de baile de María de Ávila, primera bailarina femenina.
A partir de 1933 interviene en recitales, y en 1936 lo hace en solitario en el teatro Barcelona. Ese mismo año estudió en París con Olga Preobrajenska y Serge Lifar, en Londres con el ballet Green Table, y ve de cerca el trabajo de Kurt Jooss. Elsa Brunellesqui lo introduce en el ambiente del ballet londinense. En París forma pareja con Teresina Boronat y hace giras.
Durante 1937 recorrió Europa, en una gira oficial del gobierno de la Generalidad (Comisariado de Propaganda), junto con la cobla Barcelona y el tenor Emili Vendrell, y el pianista Isidre Marvà; y al regresar a Barcelona le proponen la dirección del Cuerpo de baile del Liceo, donde montó zarzuelas.
Desde 1937 hasta 1977 fue primer bailarín y coreógrafo del Gran Teatro del Liceo. Fue maestro de varias generaciones de bailarines, entre los que destacan María de Ávila, Maruja Blanco, Trini Burrull, Emma Maleras, Asumpta Guadé, Alfonso Rovira  y Aurora Pons.
Desde 1938 monta ballets (El fandango del candil, Corrida de feria). En 1941 pone en escena El amor brujo en el Teatro Comedia de Barcelona. A partir de 1943 y hasta 1957, año en el que se retira, baila sucesivamente con María del Ávila, Filo Filiu, Maruja Blanco, Aurora Pons y Concepción Agüadé.
Como coreógrafo montó ballets para óperas representadas en el Liceo. Fue profesor del Instituto del Teatro entre 1944 y 1974, donde formó un gran número de bailarines a su academia, como Juan Sánchez, Aurora Pons y Alfonso Rovira. 
En 1951 participó en la fundación de los Ballets de Barcelona que dirigió hasta 1953 y para los que repuso clásicos como Las Sílfides o Carnaval y creó ballets nuevos como Fiesta Mayor y La Revoltosa. Entre los bailarines de la compañía se contaban figuras como Aurora Pons, Rosita Segovia, Alberto Portillo y el mismo Magriñá.
Entre 1966 y 1977 también fue director del Ballet del Liceo, creado como cuerpo estable.

## Coreografías

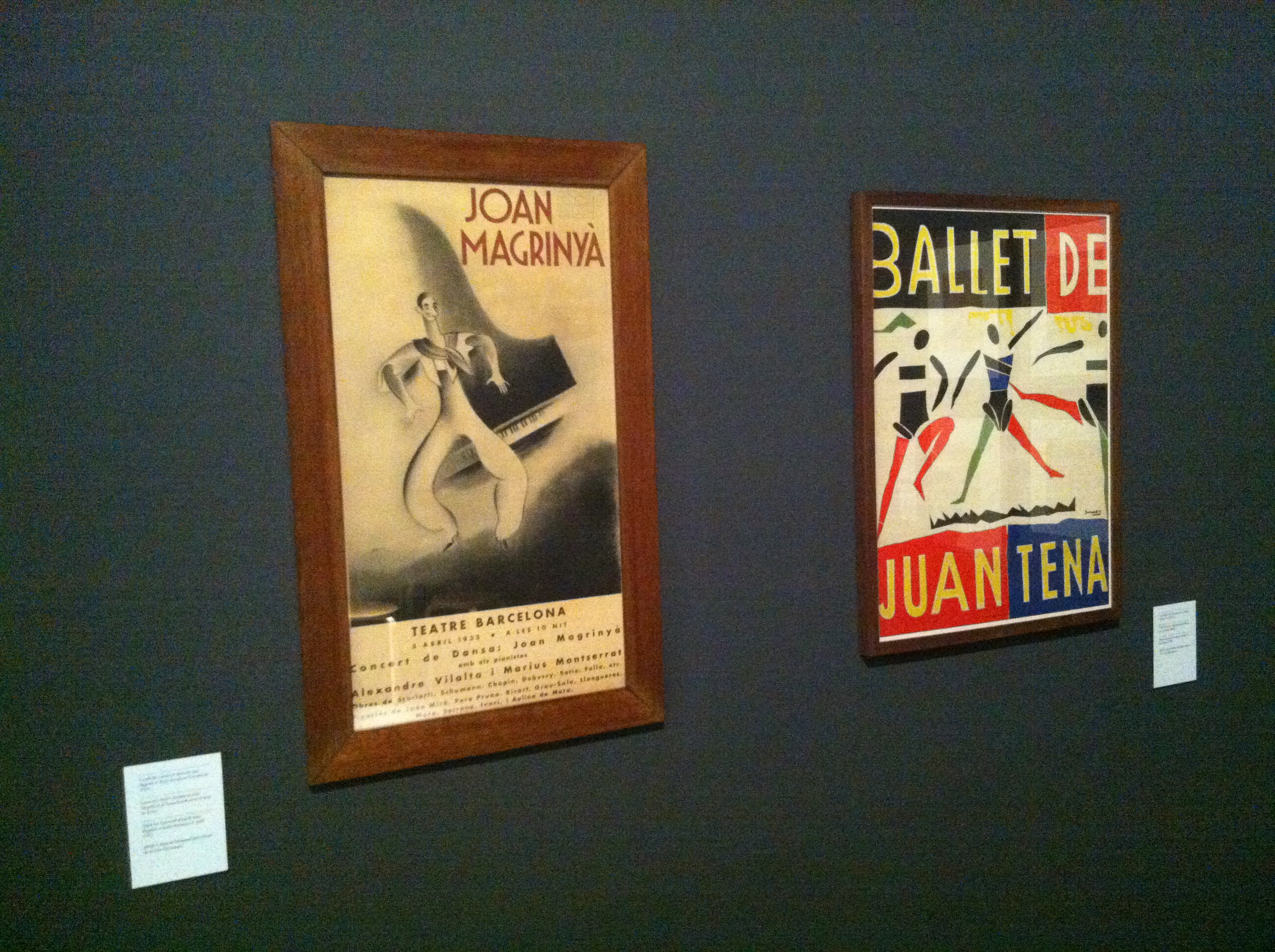
Carteles que anuncian una obra de Magriñà en la exposición Artes del Movimiento- Danza en Cataluña 1.966-2012 en Arts Santa Mónica.

Dentro de los escenarios firmó piezas significativas como:
- El Gato con Botas , de Xavier Montsalvatge (1948)
- Roméo et Juliette , de Charles Gounod (1963),
- Rosario La Tirana  de Juan Manén (1953)
- Fiesta mayor con música de Enric Morera (1960)
- Gaviotas, de Juan Altisent (1965)

Retirado ya de los escenarios firmó piezas significativas como:
- Laberinto  (1969), de Xavier Montsalvatge
- La sardana de las monjas  (1969), de Enric Morera
- Gran paso español y la nueva versión de El sombrero de tres picos (1969), de Manuel de Falla
- Interludios (1973), de Amadeo Vives.

## Premios y galardones
- Amadeo Vives (1951)
- Medalla de Plata al Mérito Artístico de la Diputación de Barcelona (1957)
- Medalla de Oro del Gran Teatro del Liceo de Barcelona (1973)
- Medalla de Oro al Mérito Cultural (1982)
- Cruz de San Jordi (1982)
- Medalla de Plata de la Ciudad de Villanueva y Geltrú (1985)
- Medalla de Oro al Mérito en las Bellas Artes del Ministerio de Cultura de España (1989)[7]